# Herfried Sabitzer
Herfried Sabitzer, né le 19 octobre 1969, est un footballeur autrichien ayant joué pour l'équipe nationale d'Autriche.

## Carrière
Herfried a commencé sa carrière en jeune dans sa ville d'origine, la commune de Judenburg. Il commence sa carrière professionnelle dans un des grand club de sa région de Styrie, le DSV Alpine.
Sabitzer effectue son premier match en professionnel en deuxième division autrichienne le 29 novembre 1986 en rentrant en jeu contre l'Union Vöcklamart à la 66e minute à la place de Werner Gregoritsch, père de l'actuel footballeur international autrichien Michael Gregoritsch. Il marque son premier but contre le Kremser SC, le seul but de son club dans ce match. Herfried et ses coéquipiers parviennent à obtenir la montée en première division lors de la saison 1989-1990.
Il dispute son premier match de première division contre le FC Tirol pour le compte du premier match de la saison 1990-1991 de Bundesliga. Dès le match suivant, il marque son premier but contre le FC Admira Wacker à la 85e minute pour un match nul 1-1. Il aura marqué neuf buts lors de cette première saison au plus haut niveau du football autrichien.
La saison suivante, il signe au SV Casino Salzbourg où il aura joué 97 matchs sur la période, découvrant la Coupe de l'UEFA et la Coupe Intertoto, le club allant également jusqu'en finale de l'édition 1993-1994 de C3, que Sabitzer manquera après être parti lors du mercato hivernal. Bien qu'effectuant que la première partie de la saison 1993-1994 au club, il est champion d'Autriche de première division.
Il retrouve la deuxième division avec le Linz ASK lors de la saison 1993-1994, saison où ils finiront champions, faisant Herfried double champion d'Autriche, en première et en deuxième division.
Après son passage à Linz, il fait trois saisons avec le Grazer AK avant de revenir à l'Austria Salzbourg s'appelant désormais le SV Wüstenrot Salzbourg. Le club perd malheureusement la finale de la coupe d'Autriche en 2000, contre son ancien club, le GAK.
Il effectue un court passage du côté du BSV Bad Bleiberg en deuxième division, avant de rejoindre le SV Mattersburg, leur donnant accès à la Bundesliga après avoir obtenu la montée lors de la saison 2002-2003.
Après son passage à Mattersburg, il signe au SC Kalsdorf, en troisième division autrichienne. Par la suite, il rejoindra différents clubs amateurs autrichiens jusqu'en 2012.

## Vie privée
Il est le père de Marcel Sabitzer, footballeur international autrichien jouant au Borussia Dortmund et l'oncle de Thomas Sabitzer, footballeur autrichien évoluant au Wolfsberger AC.